# Oberhof Sonnseite
Oberhof Sonnseite ist eine Ortschaft in der Kärntner Marktgemeinde Metnitz mit 99 Einwohnern (Stand 1. Jänner 2024). Die Ortschaft liegt zur Gänze auf dem Gebiet der Katastralgemeinde Metnitz Land.

## Lage
Die Ortschaft liegt im oberen Metnitztal auf der linken Seite des Talbodens sowie an den linksseitigen Hängen und kurzen Seitentälern. Sie ist über die Metnitztal-Landesstraße L62 erreichbar.

## Geschichte
Auf dem Gebiet der Katastralgemeinde Metnitzthal (heute: Metnitz Land) liegend, gehörte Oberhof Sonnseite in der ersten Hälfte des 19. Jahrhunderts zum Steuerbezirk Grades. Seit Gründung der Ortsgemeinden Mitte des 19. Jahrhunderts ist Oberhof Sonnseite ein Teil der Gemeinde Metnitz.

## Bevölkerungsentwicklung
Für die Ortschaft zählte man folgende Einwohnerzahlen:
- 1869: 31 Häuser, 218 Einwohner[2]
- 1880: 37 Häuser, 230 Einwohner[3]
- 1890: 35 Häuser, 171 Einwohner[4]
- 1900: 34 Häuser, 153 Einwohner[5]
- 1910: 38 Häuser, 140 Einwohner[6]
- 1961: 29 Häuser, 165 Einwohner[7]
- 2001: 45 Gebäude, 123 Einwohner[8]
- 2011: 47 Gebäude, 108 Einwohner[9]
- 2021: 45 Gebäude, 102 Einwohner, 29 Haushalte, 15 Arbeitsstätten[10]

## Ortschaftsbestandteile
Zur Ortschaft gehören die Einzelhöfe Diezl, Erler, Glanzer, Gully, Gun, Hirz, Kopeter, Oberwulz, Pöllarsch, Regger, Reibnegger und Unterwulz, sowie die Almen Brunneralm, Glanzeralm, Leitgebhütte, Maganellialm, Mesneralm und Priewaldhütte.
Vorübergehend wurde innerhalb der Ortschaft amtlich zwischen der Streusiedlung und den Almen unterschieden:

### Streusiedlung
Für die Streusiedlung wurden 1910 28 Häuser und 140 Einwohner und 1961 26 Häuser und 162 Einwohner angegeben.

### Almen
Für die Almen wurden 1910 10 Häuser und 0 Einwohner und 1961 3 Häuser (Koglhütte, Leitgebhütte, Priewaldhütte) und 3 Einwohner (alle in der Priewaldhütte) angegeben.